# 艾沙·玉素甫·阿布甫泰肯

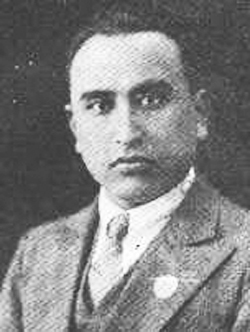
艾沙·玉素甫·阿布甫泰肯

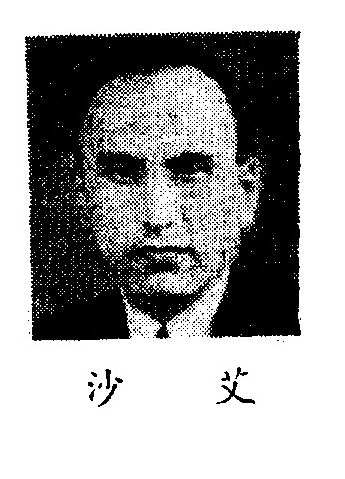
制憲國民大會代表艾沙

艾沙·玉素甫·阿布甫泰肯（維吾爾語：ئەيسا يۈسۈپ ئالپتېكىن‎ Eysa Yusup Alptekin；1901年—1995年12月17日）為中華民國時期的维吾尔族政治人物、新疆独立运动的重要人物。

## 生平
1901年在喀什地区英吉沙县出生。在新疆省政府任职後，1926年被派為新疆驻苏联安集延領事館職員。
1931年在哈密的巴里坤县起兵暴動，於是新疆省政府主席金樹仁失势下台。阿布甫泰肯前往南京向國民政府告發金樹仁在新疆的施行暴政，并在南京出版中文雜誌《邊鐸》、《天山》等，报道有關新疆省的情况，主張擴大新疆自治權。
1944年成立东突厥斯坦共和国政府，中國國民黨與之交渉。结果兩方共同组成新疆省联合政府，阿布甫泰肯成為这一新政府内的國民黨代表。1947年阿布甫泰肯就任省联合政府秘書長，并当選中華民國制宪國民大會代表。
1949年第二次国共内战，新疆省政府主席包尔汉決定同中國共產黨合作，9月新疆和平解放。阿布甫泰肯於是流亡到印度克什米尔。
1954年阿布甫泰肯流亡到土耳其，在伊斯坦布尔設立 「東突厥斯坦流亡者協會」（土耳其語：Doğu Türkistan Göçmenler Cemiyeti），出版雜誌『東突厥斯坦之聲』。努力寻求國際輿論關注有關東突厥斯坦的問題。
1995年12月17日在土耳其去世。

## 家庭
大兒子艾爾肯·阿布甫泰肯（Erkin Alptekin）也是維吾爾獨立運動的活動家，亦是非聯合國會員國家及民族組織（UNPO）的創立人之一，及擔任UNPO（1999年 - 2003年）的總秘書長。後任第一屆世界維吾爾代表大會主席（2004年/4月-2006年/11月） 。
另一兒子阿斯兰·阿布甫泰肯（Arslan Alptekin）於1993年6月在伊斯坦布爾參與編輯一份東突厥斯坦青年報 (土耳其語：Doğu Türkistan Yashlari)。

### 引用
1. ↑  Shichor, Yitzhak. . Stefano Allievi & Jørgen Nielsen (eds.)  (编). . Leiden: Brill: 296. 2003  [2009-07-15] （英语）.

### 书籍
- 新免康「アルプテキン」『中央ユーラシアを知る事典』平凡社 2005年 (ISBN 978-4582126365) （日語）